# アイドルメモリーズ
『アイドルメモリーズ』（Idol Memories）は、セブン・アークス・ピクチャーズ（後のSeven Arcs）制作による日本のアニメ作品。2016年10月から12月までTOKYO MX、AT-Xにて全12話放送された。バーチャル空間でのアイドル活動が活発化する近未来を舞台としている。30分枠のコンプレックス番組で、前半はアニメ本編を、後半は声優陣が顔出し出演するバラエティ企画を放送した。中国ゲーム会社のHappy Elementsによる日本で制作したアニメであり、TOKYO MXでは同社の一社提供番組でもある。略称は「アイメモ」。

## 登場人物

### StarRing（スターリング）
林 薇薇（リン ヴィヴィ）
声 - 豊田萌絵
メイン主人公。エンディング映像では幼い頃の林（リン）が描かれている。
服部 惺梛（はっとり せな）
声 - 早瀬莉花
早川 心桜（はやかわ ここな）
声 - 木村優

### Shadow（シャドー）
梶原 未来（かじわら みく）
声 - 相良茉優
羅 雨照（ラ ユチョウ）
声 - 青木瑠璃子
星 七海（ほし ななみ）
声 - 小原莉子

### その他の人物
白雪 翔子（しらゆき しょうこ）
声 - 水樹奈々
アイドル育成校で女子校の私立華音学園の学園長。
片岡 宗一郎（かたおか そういちろう）
声 - さかき孝輔
華音学園の副学園長。
安川 みなと（やすかわ みなと）
声 - 劉セイラ
華音学園のレッスン教師。みなみの双子の妹。
安川 みなみ（やすかわ みなみ）
声 - 高垣彩陽
華音学園の音楽教師。みなとの双子の姉。
速水 蓮（はやみ れん）
声 - 置鮎龍太郎
クリムゾンスター学園の理事長。
森 拓海（もり たくみ）
声 - 永塚拓馬
クリムゾンスター学園の男子部首席。
刈谷 美咲（かりや みさき）
声 - 伊藤静
作詞家。ヒット曲を多く手がけている。白雪とは古くからの友人。自宅ではジャージにメガネで、部屋はかなり散らかっている。

## 各話リスト
| 話数       | サブタイトル             | 絵コンテ             | 演出                 | 作画監督                                                    |
| ---------- | ------------------------ | -------------------- | -------------------- | ----------------------------------------------------------- |
| Episode 1  | 栄光のティアラ           | 菊池カツヤ、博史池畠 | 菊池カツヤ、博史池畠 | 奥山鈴奈、大塚あきら                                        |
| Episode 2  | アイドルへの道           | 菊池カツヤ 田中宏紀  | 二宮壮史             | 河本美代子、関根千奈未                                      |
| Episode 3  | 輝きときらめき           | 大森英敏             | 岡辰也               | 岡辰也、丸山大勝                                            |
| Episode 4  | アイドルの資質           | 大森英敏             | 岡辰也               | 野道佳代、仲村信樹                                          |
| Episode 5  | みんなの想い             | 京極尚彦             | 則座誠               | 今里佳子、富永和代、玉利和枝 久保山陽子、飯塚葉子、山崎輝彦 |
| Episode 6  | アイドルの器             | 京極尚彦             | 柳伸亮               | 片山敬介、木下由美子、鈴木彩子 大梶博之、久保山陽子         |
| Episode 7  | プロジェクトフロンティア | 平川哲生             | 鈴木理沙             | 久保山陽子、藤原潤、大河内忍                                |
| Episode 8  | それぞれの努力           | 平川哲生             | 藤原一将             | 玉利和枝、鈴木彩子 山崎輝彦、木下由美子                     |
| Episode 9  | 不協和音                 | 石井ゆみこ           | 和泉志郎             | 山内亜紀、高橋みき、船越麻友美                              |
| Episode 10 | 運命の日                 | 石井ゆみこ           | 和泉志郎             | 石井ゆみこ                                                  |
| Episode 11 | 決意                     | 林直孝               | 林直孝               | 久保山陽子、鈴木彩子 木下由美子、冨永一仁                   |
| Episode 12 | はじまりの歌             | 菊池カツヤ           | 信田ユウ             | 川島尚、冨永一仁、大塚あきら 関根千奈未、小菅和久、宮地聡子 |

## 放送局
| 放送期間                 | 放送時間                     | 放送局   | 対象地域 | 備考             |
| ------------------------ | ---------------------------- | -------- | -------- | ---------------- |
| 2016年10月3日 - 12月19日 | 月曜 0:30 - 1:00（日曜深夜） | TOKYO MX | 東京都   |                  |
| 2016年10月5日 - 12月21日 | 水曜 0:30 - 1:00（火曜深夜） | AT-X     | 日本全域 | リピート放送あり |

※2017年7月にAT-Xで再放送された時は、バラエティパートと提供クレジット画面はカットされ、1回につきアニメパートが2話連続で放送される形を取った。
| 配信期間                 | 配信時間                     | 配信サイト                                      |
| ------------------------ | ---------------------------- | ----------------------------------------------- |
| 2016年10月3日 - 12月19日 | 月曜 0:30 - 1:00（日曜深夜） | ニコニコ生放送                                  |
|                          | 月曜 12:00 更新              | ビデオマーケット / dアニメストア / ふらっと動画 |
|                          | 月曜 22:00 - 22:30           | AbemaTV                                         |
| 2016年10月4日 - 12月20日 | 火曜 0:00 更新               | GYAO!                                           |

## スタッフ

### アニメーションパート
- 原作 - Happy Elements Asia Pacific[2]
- 監督 - 菊池カツヤ[2]
- シリーズ構成・脚本 - 大野木寛[2]
- キャラクターデザイン・総作画監督 - 奥山鈴奈[2]
- プロップデザイン - 大塚あきら
- 美術設定 - 岩城万里子、西田稔
- 美術監督 - 柴田正人
- 色彩設計 - 西村薫
- 撮影監督 - 後藤真美
- CGディレクター - 谷口充大
- 編集 - 関一彦
- 音響監督 - 横田知加子[2]
- 音楽 - I've sound（高瀬一矢、中沢伴行、C.G mix、NAMI）
- チーフプロデューサー - 郷田努
- プロデューサー - 柳欣楠、Ming H.Chan、張提舒可、乗風踏雪、楊路、張文浩、松田吉史
- 制作プロデューサー - 桑原誠
- アニメーション制作 - セブン・アークス・ピクチャーズ[2]
- 製作 - Idol Memories製作委員会

### バラエティパート
- ナレーター - 星七海（小原莉子）
- 構成 - 片岡章博
- 協力 - パンダスタジオ、モイ、フジアール
- ディレクター - 渡部修平
- プロデューサー - 正垣吉朗
- 演出 - 大谷卓
- 制作協力 - 共同テレビジョン
- 制作著作についてはアニメパートを参照。

## 主題歌
オープニングテーマ「毎日がGood Day!」
作詞・作曲 - 村田理 / 編曲 - 佐々木悠紀、藤本大輔 / 歌 - Project Frontier
歌詞は回転式で流れている
エンディングテーマ「ソラカナタ」
作詞・作曲 - 佐々木悠紀 / 編曲 - 藤本大輔、坂部大介 / 歌手 - Project Frontier
映像はリン・ヴィヴィの子供時代が描かれている。第4話から黒い影の女性姿からアイドル歌手に変更された。

## Blu-ray
| 巻 | 発売日        | 収録話         | 規格品番    |
| -- | ------------- | -------------- | ----------- |
| 1  | 2017年3月24日 | 第1話 - 第4話  | EYXA-112336 |
| 2  | 2017年4月28日 | 第5話 - 第8話  | EYXA-112337 |
| 3  | 2017年5月26日 | 第9話 - 第12話 | EYXA-112338 |

## Webラジオ
『アイドルメモリーズ 私立華音学園放送部』（アイドルメモリーズ しりつかのんがくえんほうそうぶ）のタイトルで、2016年8月19日から12月30日まで音泉にて配信された。毎週金曜日19時更新。パーソナリティは、豊田萌絵（林薇薇 役）、早瀬莉花（服部惺梛 役）、木村優（早川心桜 役）による「Star Ring」と、相良茉優（梶原未来 役）、青木瑠璃子（羅雨照 役）、小原莉子（星七海 役）による「Shadow」に分かれ、週ごとにどちらか一つのユニットが担当した。
同時更新された『【360°動画】私立華音学園放送部 アフター部室トーク』では、360°カメラを搭載して配信しており、リスナーがカメラのアングルを自由に操作して視聴する事が出来る。出演は、早瀬莉花、相良茉優、小原莉子。

## 漫画
NHN comicoのコミックアプリ『comico PLUS』にて2016年9月30日から2017年3月9日まで毎週金曜日に連載されていた。